# Dagik
Das Dagik (auch buram, dagig, dengebu, masakin, masakin dagig, masakin gusar, reikha und thakik; ISO 639-3 ist dec), niger-kongolesische Sprache innerhalb der kordofanischen Sprachgruppe und zählt zur Gruppe der Talodi-Sprachen.
Zusammen mit Ngile-Mundartreferenten wird sie von insgesamt 38.000 Menschen gesprochen.
Es ist eine nur mündlich gesprochene Sprache, die in der Provinz Kordofan in den sudanesischen Gebirgen Nuba und Mesakin gesprochen wird. Zusammen mit dem Dialekt Ngile scheint die Sprache die Untergruppe Ngile-Dengebu zu bilden.